# قورباغستان سفلی
قورستان سفلی، روستایی از توابع بخش مرکزی شهرستان کرمانشاه در استان کرمانشاه ایران است.

## جمعیت
براساس سرشماری مرکز آمار ایران در سال ۱۳۸۵، جمعیت آن ۳۰۱ نفر (۶۲خانوار) بوده‌است.